# Obyce
Obyce (bis 1927 slowakisch „Obice“; deutsch Obitz oder Opitz, ungarisch Ebedec) ist eine Gemeinde im Westen der Slowakei mit 1460 Einwohnern (Stand 31. Dezember 2024), die zum Kreis Okres Zlaté Moravce, einem Teil des Nitriansky kraj gehört und in der traditionellen Landschaft Tekov liegt.

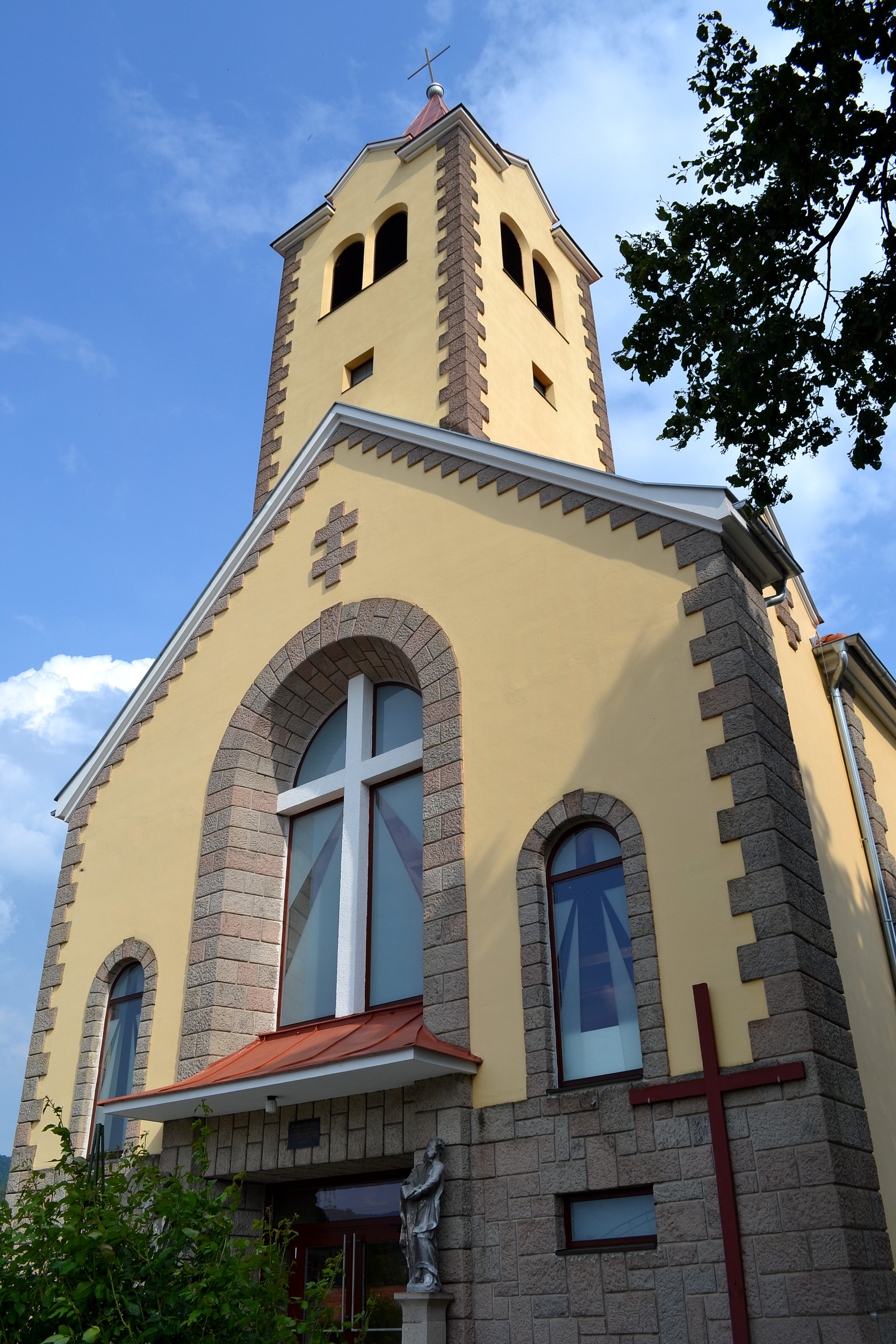
Kirche

## Geographie
Die Gemeinde befindet sich am Übergang vom Hügelland Žitavská pahorkatina (Teil des slowakischen Donautieflands) in das östlich gelegene Gebirge Pohronský Inovec. Obyce wird vom Fluss Žitava durchflossen. Das Ortszentrum liegt auf einer Höhe von 248 m n.m. und ist sieben Kilometer von Zlaté Moravce entfernt.

## Geschichte
Obyce wurde zum ersten Mal 1075 in einer Urkunde der Abtei im heutigen Hronský Beňadik als Ebedec schriftlich erwähnt. 1165 wurde der Abtei das Dorf geschenkt; ein weiterer langjähriger Besitzer war das Graner Kapitel, das den Ort von 1565 bis 1918 behielt. Ein Teil gehörte seit 1504 zum Herrschaftsgut der Burg Hrušov. Am Ende des 18. Jahrhunderts entstand im Dorf ein Papierwerk, das bis 1840 arbeitete, im 19. Jahrhundert gab es eine Glashütte sowie ein Kohlebergwerk (letzteres bis 1922 sowie 1936–1949). 1810 wurde die erste Schule erwähnt, 1828 zählte man 85 Häuser und 589 Einwohner.
Bis 1918 gehörte der im Komitat Bars liegende Ort zum Königreich Ungarn und kam danach zur Tschechoslowakei beziehungsweise heute Slowakei.

## Bevölkerung
| Jahr                | 1994 | 2004    | 2014    | 2024    |
| ------------------- | ---- | ------- | ------- | ------- |
| Anzahl der Personen | 1514 | 1557    | 1521    | 1460    |
| Unterschied         |      | +2,84 % | −2,31 % | −4,01 % |

| Jahr                | 2023 | 2024    |
| ------------------- | ---- | ------- |
| Anzahl der Personen | 1456 | 1460    |
| Unterschied         |      | +0,27 % |

Nach der Volkszählung 2011 wohnten in Obyce 1503 Einwohner, davon 1471 Slowaken, vier Tschechen und je ein Mährer und Russe; ein Einwohner war anderer Ethnie. 25 Einwohner machten keine Angaben. 1385 Einwohner bekannten sich zur römisch-katholischen Kirche, vier Einwohner zur evangelischen Kirche A. B., drei Einwohner zu den Zeugen Jehovas und je ein Einwohner zu den Baptisten und zur orthodoxen Kirche; elf Einwohner waren anderer Konfession. 48 Einwohner waren konfessionslos und bei 50 Einwohnern ist die Konfession nicht ermittelt.
Ergebnisse nach der Volkszählung 2001 (1565 Einwohner):
| Nach Ethnie: - 99,30 % Slowaken - 0,38 % Tschechen - 0,06 % Polen | Nach Konfession: - 95,65 % römisch-katholisch - 1,73 % keine Angabe - 1,73 % konfessionslos - 0,32 % evangelisch |

## Bauwerke
- Kapelle im klassizistischen Stil aus dem Anfang des 19. Jahrhunderts